# Онгене, Марселино Нгема
Марселино Нгема Онгене (исп. Marcelino Nguema Onguene; род. в Экваториальной Гвинее) — омбудсмен в Экваториальной Гвинее, занимал должность государственного министра по иностранным делам и сотрудничеству в Республике Экваториальная Гвинея.

## Биография
Марселино Нгема Онгене родился в Экваториальной Гвинее. Приехал в СССР, чтобы получить высшее образование и поступил в Университет дружбы народов им. Патриса Лумумбы на медицинский факультет, выбрав направлением — «Лечебное дело». Завершил обучение и стал выпускником университета в 1979 году.
После окончания обучения уехал обратно в Экваториальную Гвинею. Занимал пост государственного министра по иностранным делам и сотрудничеству.
Выступал за развитие советско-экватогвинейских отношений и укреплению дружбы между двумя странами.
В октябре 2013 года Марселино Нгема Онгене попал в автомобильную аварию в Монгомо и был доставлен в больницу. Осенью 2013 года ушел с должности министра иностранных дел, которую занимал много лет в правительстве Теодоро Обианг Нгема Мбасого и получил назначение на должность второго генерального секретаря, который отвечает за вопросы финансов и экономики.
В 2014 году получил назначение на должность омбудсмена Экваториальной Гвинеи, как человек, который лучше всего подходит для защиты прав и свобод граждан страны. Он принял присягу во время церемонии закрытия второй сессии парламента в том же году.